# Lista de património edificado em Portugal
Esta é uma lista do património edificado em Portugal, ordenada alfabeticamente por distrito e concelho, baseada nas listagens da DGPC e na legislação pertinente emanada pelos órgãos de governo próprio das regiões autónomas da Madeira e Açores.
Legenda:
- Os monumentos podem eventualmente ter várias designações, sendo estas separadas nesse caso pela contração "ou";
- Por vezes vários edifícios fazem parte de uma mesma classificação patrimonial, sendo nesse caso separados pela contração "e";
- A existência de dois graus de classificação diferente para um mesmo monumento (usualmente VC e outro) significa que este aguarda uma classificação definitiva, se bem que tenha sido homologado com o grau indicado (ex: VC-IIP é um imóvel em vias de classificação, homologado com o grau de Imóvel de Interesse Público).

## Por distrito
| Distrito         | Lista de património                                           | Categoria(s) |
| ---------------- | ------------------------------------------------------------- | ------------ |
| Aveiro           | Lista de património edificado no distrito de Aveiro           | MN           |
| Beja             | Lista de património edificado no distrito de Beja             | MN           |
| Braga            | Lista de património edificado no distrito de Braga            | MN           |
| Bragança         | Lista de património edificado no distrito de Bragança         | MN           |
| Castelo Branco   | Lista de património edificado no distrito de Castelo Branco   | MN           |
| Coimbra          | Lista de património edificado no distrito de Coimbra          | MN           |
| Évora            | Lista de património edificado no distrito de Évora            | MN           |
| Faro             | Lista de património edificado no distrito de Faro             | MN           |
| Guarda           | Lista de património edificado no distrito da Guarda           | MN           |
| Leiria           | Lista de património edificado no distrito de Leiria           | MN           |
| Lisboa           | Lista de património edificado no distrito de Lisboa           | MN           |
| Portalegre       | Lista de património edificado no distrito de Portalegre       | MN           |
| Porto            | Lista de património edificado no distrito do Porto            | MN           |
| Santarém         | Lista de património edificado no distrito de Santarém         | MN           |
| Setúbal          | Lista de património edificado no distrito de Setúbal          | MN           |
| Viana do Castelo | Lista de património edificado no distrito de Viana do Castelo | MN           |
| Vila Real        | Lista de património edificado no distrito de Vila Real        | MN           |
| Viseu            | Lista de património edificado no distrito de Viseu            | MN           |
| Açores           | Lista de património edificado nos Açores                      | -            |
| Madeira          | Lista de património edificado na Madeira                      | -            |

## Por tipologia
| Listas por tipologia            | Categoria(s) de artigos                                                                                          | Imagens                                                                                           | Exemplo |
| ------------------------------- | --- | ------------------------------------------------------------------------------------------------- | ------- |
| Castelos                        | Categoria de castelos MN . IIP                                                                                   | Imagens de castelos                                                                               |         |
| Castros                         | Categoria de castros                                                                                             | Imagens de castros                                                                                |         |
| Cruzeiros                       | Categoria de cruzeiros                                                                                           | Imagens de cruzeiros                                                                              |         |
| Edifícios de arquitectura civil | - | Imagens de edifícios                                                                              |         |
| Fortalezas                      | Categoria de fortalezas                                                                                          | Imagens de fortalezas                                                                             |         |
| Património religioso            | Categoria de edifícios religiosos Igrejas . Basílicas . Capelas . Catedrais . Conventos e mosteiros . Santuários | Imagens de edifícios religiosos Igrejas . Capelas . Catedrais . Conventos . Mosteiros . Sinagogas |         |
| Marcos de milha e cruzamento    | - | -                                                                                                 |         |
| Monumentos megalíticos          | Categoria de sítios arqueológicos Dólmens e antas MN . IIP                                                       | Imagens de megálitos                                                                              |         |
| Palácios                        | Categoria de palácios                                                                                            | Imagens de palácios                                                                               |         |
| Pelourinhos                     | Categoria de pelourinhos                                                                                         | Imagens de pelourinhos                                                                            |         |
| Pontes                          | Categoria de pontes                                                                                              | Imagens de pontes                                                                                 |         |
| Quintas classificadas           | - | Imagens de quintas                                                                                |         |
| Edificações romanas             | Categoria de edificações romanas                                                                                 | Imagens de edificações romanas                                                                    |         |
| Torres                          | Categoria de torres                                                                                              | Imagens de torres                                                                                 |         |

## Prémios
- Lista dos Prémio Valmor e Municipal de Arquitectura